# Fantastic Four (1978)
Quarteto Fantástico é uma série animada produzida pela DePatie-Freleng Enterprises e Marvel Comics. É a segunda série animada baseada nos quadrinhos do Quarteto Fantástico. A série de 1978 substituiu o personagem Tocha Humana por um robô chamado H.E.R.B.I.E.. A série teve participação de Stan Lee e Roy Thomas (roteiros) e Jack Kirby (responsável pelos storyboards).

## Dubladores

### Nos Estados Unidos
- Reed Richards: Gerald Mohr
- Sue Richards: Jo Ann Pflug
- Johnny Storm: Jack Flounders
- Ben Grimm: Paul Frees